# Daniel Maggetti
Daniel Maggetti (Intragna, 24 januari 1961) is filoloog, schrijver en hoogleraar literatuur in Romandië aan de universiteit van Lausanne in Zwitserland.

## Leven en werken
Aan de universiteit van Lausanne promoveerde Maggetti tot doctor in de filologie met de doctorale thesis getiteld L’invention de la littérature romande 1830-1910, in het jaar 1995. Maggetti werkte vervolgens samen met Françoise Fornerod en Sylviane Roche aan het tijdschrift Ecriture, een tijdschrift dat ophield te bestaan in 2005.
Maggetti is de auteur van de gedichtenbundel Pleins-vents (2000), de novellenbundel La mort, les anges, la poussière (1995) en de vertelling Chambre 112 (1997).  Dit laatste werk verhaalt de band die een zoon beleeft met zijn stervende vader en hiervoor ontving hij de Prix Michel-Dentan in 1998.
Sinds 2003 is Maggetti hoogleraar literatuur en cultuurgeschiedenis in Romandië aan de universiteit van Lausanne, alsook directeur van het centrum van Literatuurstudies in Romandië. Dit centrum heette tevoren Centre de recherches des Lettres romandes en sinds 2003 Centre des littératures en Suisse romande. Vanuit dit centrum publiceerde Maggetti literatuurkritische werken over de romans van Charles-Ferdinand Ramuz. Andere studies slaan op de literatuurgeschiedenis, het sociale verleden en monografieën van personen in Romandië.
Zijn boek Les Créatures du Bon Dien, uitgegeven in 2007, kreeg de 21e Prix littéraire Lipp Suisse in 2008.